# Escudo de Querétaro
El escudo de armas del estado de Querétaro es una representación de una leyenda de la conquista de México. Según cuentan algunos cronistas de aquella época, mientras los españoles sostenían una batalla contra los indígenas mesoamericanos, tuvo lugar un eclipse total de sol. Durante el tiempo que duró el fenómeno astronómico, se aparecieron el santo patrono de España, Santiago el Mayor -también conocido como Santiago Matamoros- y la Santa Cruz.

## Historia
El escudo fue donado por la Corona española a la ciudad de Querétaro en 1665, posteriormente fue aprobado por la corona el 29 de septiembre de 1712. El escudo fue cambiado años después por sus habitantes luego de que México se independizara.
En el año 1979 se estableció un Decreto que establecía las nuevas características del escudo y en el 2015 entró en vigor la “Ley del Escudo, la Bandera y el Himno de Querétaro” que regula el aspecto del escudo y aprobó la oficialización de la Bandera de Querétaro.

Escudo virreinal de Santiago de Querétaro, con las armas reales en la cimera, durante el reinado de Carlos III

## Características
Está dividido en tres campos donde se muestran los significados. El superior contiene un sol oscurecido coronado por una cruz, sobre el cielo nocturno que se revela en la presencia de dos estrellas en las esquinas superiores. Este cuartel representa el eclipse en el que se aparecieron tanto el apóstol como la cruz. En el campo inferior izquierdo, está una imagen del apóstol, ataviado con ropa de militar y montado sobre un caballo blanco. El apóstol empuña en una mano una espada y en la otra un estandarte de la realeza española. En el campo inferior derecho, se representa una vid cargada de uvas, y cinco espigas de trigo, que representan la fertilidad del suelo queretano.
Posteriormente, le fueron añadidos el escudo (como cimero) y la bandera de México, como símbolo de la integración de Querétaro en la federación mexicana. En la parte inferior del escudo se añadieron símbolos de guerra, como cañones y balas, y haces de flechas, que recuerdan la importancia de Querétaro en la historia militar de México, especialmente en la resistencia contra el Segundo Imperio Mexicano.